# 9. tisočletje pr. n. št.
- Začela se je mlajša kamena doba (neolitik). Poljedelstvo se je razširilo po Rodovitnemu polmesecu, lončarstvo je postalo pogostejše. Ob trgovskih poteh s kremenom in soljo so se pojavila  večja naselja, kot je antični Jeriho. Severna Evrazija je bila spet poseljena, ko so se umaknili ledeniki. Prebivalstvo je obsegalo nekaj, verjetno manj kot 5 milijonov ljudi.
- V bližini Şanlıurfe v jugovzhodni Turčiji je bil zgrajen Göbekli Tepe, najstarejši znani kamniti tempelj na svetu